# Masoob

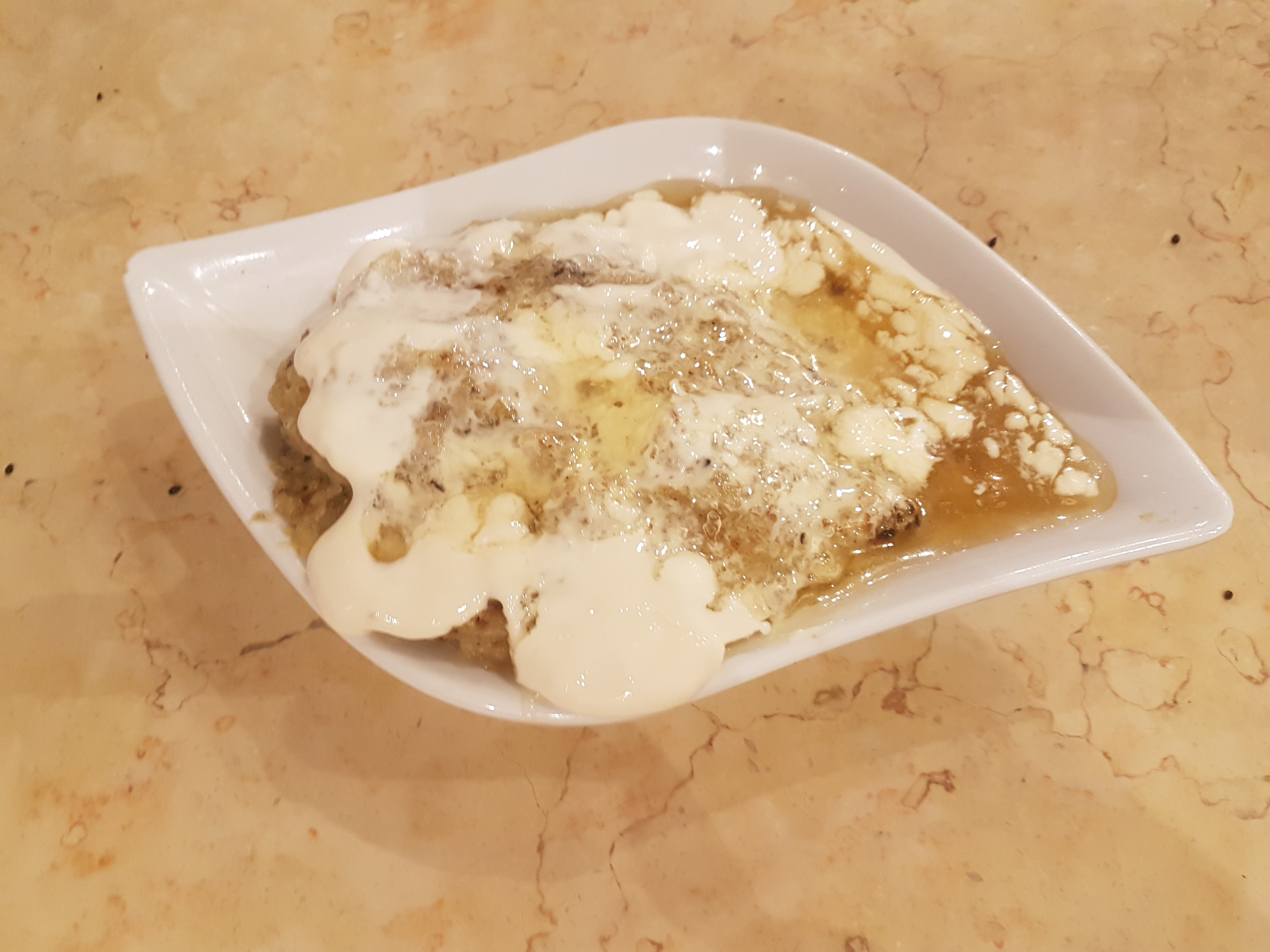
Um prato de Masoob

Masoob (em árabe: معصوب) é uma sobremesa  É uma sobremesa à base de banana feita de bananas muito maduras, pão moído, creme, queijo, tâmaras e mel.  Arábia Saudita .